# يواخيم زاور
يواخيم زاور (بالألمانية: Joachim Sauer) هو زوج مستشارة ألمانيا أنغيلا ميركل ويعمل أستاذ كيمياء في جامعة هومبولدت في برلين بألمانيا ولد في 19 أبريل 1949
درس يواخيم زاور الكيمياء في جامعة هومبولدت في برلين من سنة 1967 ونال بكالوريوس العلوم فيها سنة 1972.
وعمل زاور باحثا في الجامعة نفسها من 1973 إلى 1976، ثم عمل من 1977 حتى 1991 بالمعهد المركزي للكيمياء الفزيائية في أكاديمية العلوم ببرلين في ألمانيا الشرقية والتي كانت من أبرز المؤسسات التعليمية في ألمانيا الشرقية في ذلك الوقت. بعد الوحدة الألمانية عمل من سنة 1990 وحتى 2002 في سان دييجو بأمريكا.

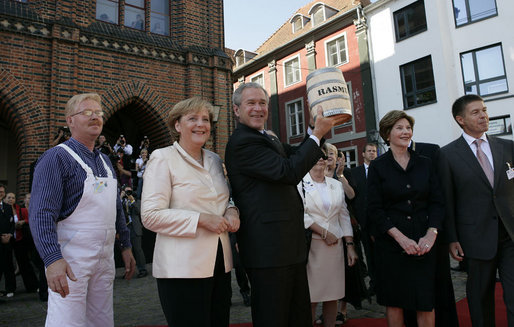
زاور (أقصى اليمين) عند زيارة الرئيس الأمريكي جورج بوش لألمانيا في 2006

ويظهر زاور في المراسم الرسمية إلى جانب المستشارة الألمانية بشكل نادر بسبب عدم رغبته الظهور مع زوجته في مهماتها السياسية، فقد رافق يواخيم زاور أنغيلا ميركل في سنة 2006 بعد توليها رئاسة الحكومة الألمانية في رحلة خارجية إلى فيينا. وظهر لأول مرة بشكل رسمي إلى جانب ميركل في صيف سنة 2006 وذلك لاستقبال الرئيس الأمريكي السابق جورج بوش بمدينة شترالزوند في شمال ألمانيا. كما سجل له حضور إعلامي سنة 2007 خلال الاحتفالات بمرور خمسين عاما على إقامة الاتحاد الأوروبي وكذلك خلال قمة الدول الثماني في منتجع هايلجيندام الألماني.
زاور أب لولدين من زيجة سابقة انتهت في سنة 1985 بالانفصال. تزوج من أنغيلا ميركل في 30 ديسمبر 1998، وكانا قد تعارفا على بعضهما خلال عملهما سوياً في أكاديمية العلوم ببرلين سنة 1981.

## روابط خارجية
- يواخيم زاور على موقع مونزينجر (الألمانية)